# Lego Fabuland
LEGO Fabuland var en produktlinje produceret af den danske legetøjskoncern LEGO, der var målrettet små børn. Det blev introduceret i 1979 og søgte at udfylde pladsen mellem Duplo og standard Lego-sæt. Det var rettet mod både drenge og piger og opfordrede til historiefortælling. Det var den første serie, der blev udvidet med bøger, tøj samt en claymation tv-serie, som blev sendt i Storbritannien og Canada i 1980'erne under titlen Edward and Friends. Hver episode varede omkring 5 minutter. Temaet ophørte i 1989.